# 맥스 토플린
맥스 토플린(Max Topplin, 1989년 12월 14일 ~ )은 캐나다의 배우, 영화배우, 텔레비전 배우이다.
토론토에서 태어났다.

## 방송
- 슈츠 시즌3
- 슈츠 시즌2
- 슈츠 시즌1

## 영화
- 더 톨 (2019년)
- 플리즈 킬 미스터 노우 잇 올 (2013년)
- 캐리 (2013년) - 잭키 탈봇 역
- 유 아 히어 (2010년)
- 캠프 락 (2008년)
- 인크레더블 헐크 (2008년)